# دسک توکیو بیچ

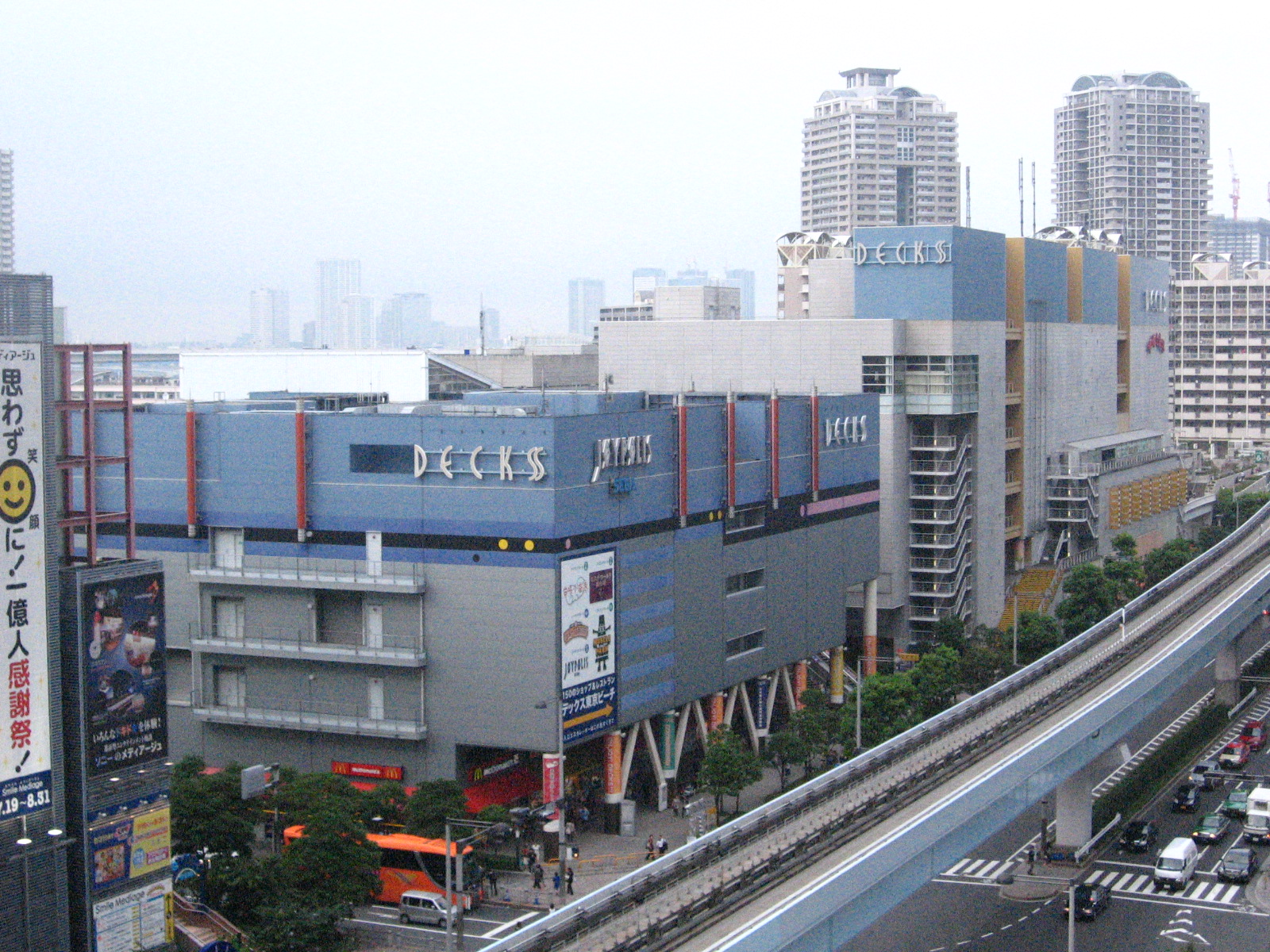
دسک توکیو بیچ.

دسک توکیو بیچ (به ژاپنی: デックス東京ビーチ DECKS Tokyo Beach) مرکز خریدی است که در اودایبا، در منطقهٔ تایتوی توکیو پایتخت ژاپن واقع شده است. این مرکز خرید در جوار پارک ساحلی اودایبا، آکواسیتی اودایبا و خلیج توکیو قرار دارد. دسک توکیو بیچ در سال ۱۹۹۶ میلادی افتتاح شده است و در داخل آن ۱۵۰ واحد خرید وجود دارد. یکسال قبل از افتتاح آکواسیتی اودایبا، ساختمان دسک توکیو بیچ به این ساختمان در حال ساخت متصل شده است.

## دسترسی
- خط یوریکامومه، ایستگاه اودایبا-کائیهین-کوئن U-06 دو دقیقه از ایستگاه پیاده راه است.

## نگارخانه

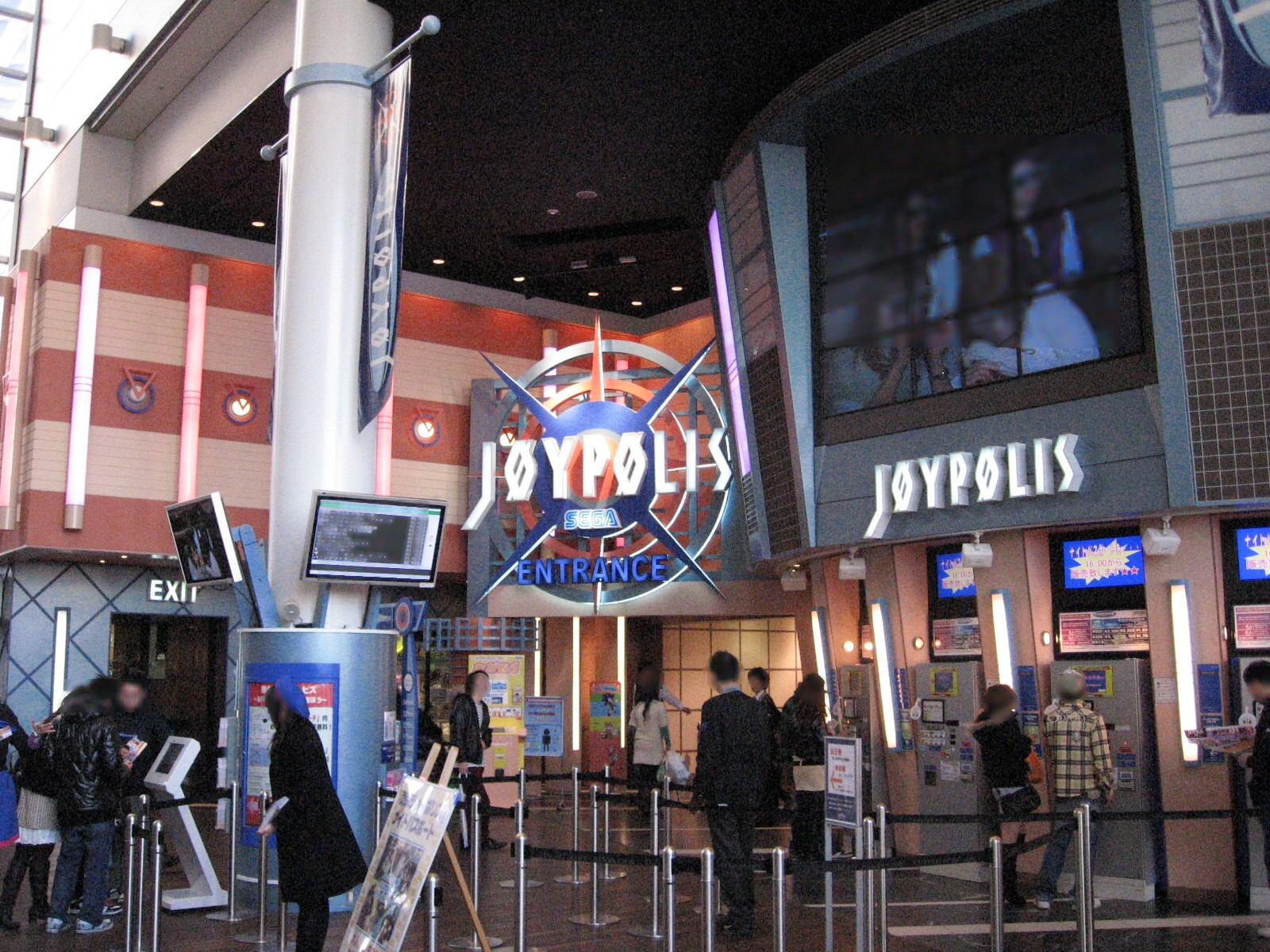
توکیو جوی پلیس در طبقه سوم تا پنجم دسک توکیو بیچ
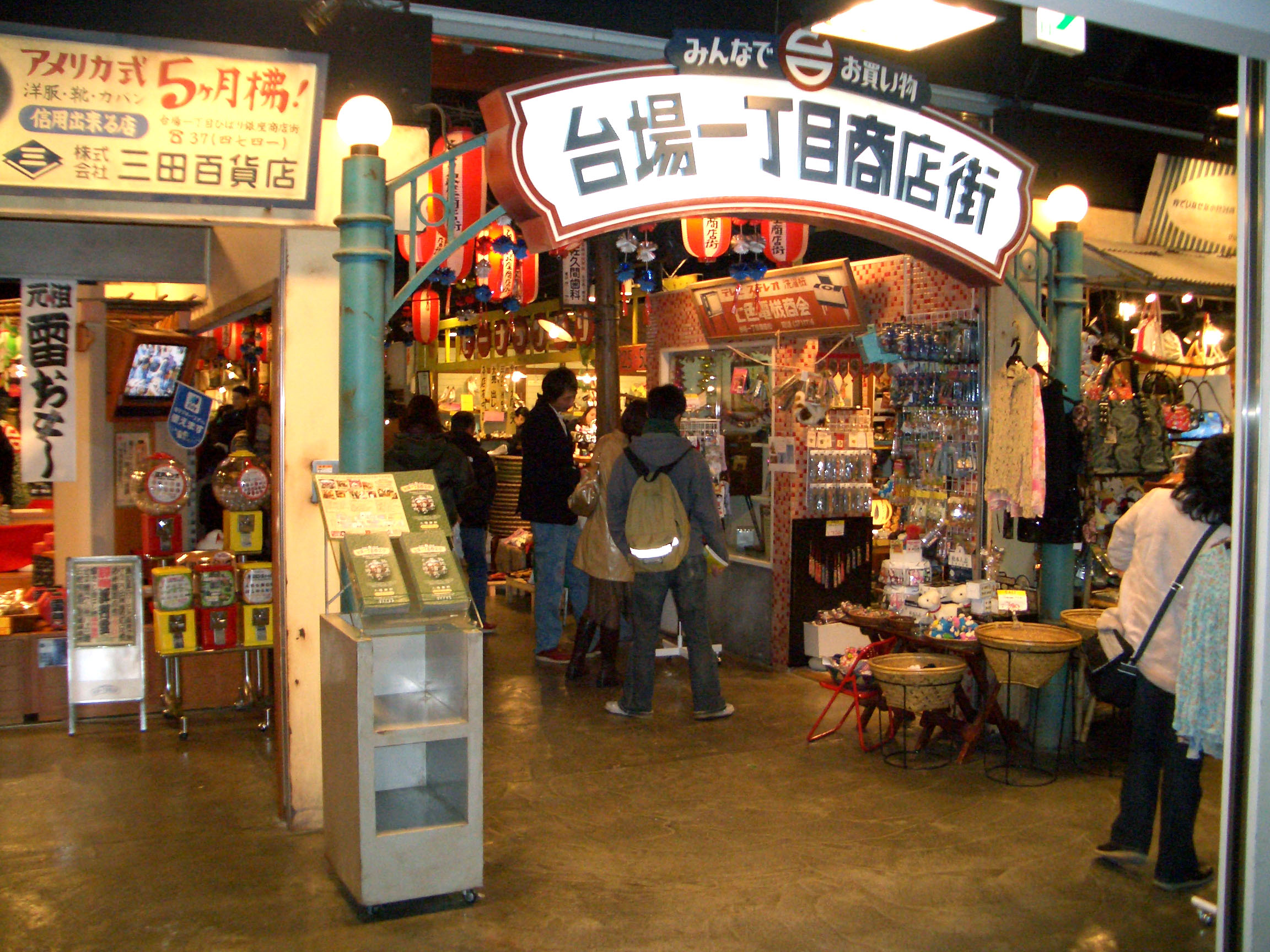
دایبا ایچومه شوتن گای بازاری ساخته شده به سبک دوره شووا در دسک توکیو بیج